# 1979/80 Live
1979/80 Live je kazeta s živou nahrávku koncertu pražské hudební skupiny Psí vojáci. Jedná se o osm písní z koncertu v Plzni-Útušicích z 29. listopadu 1980. Autorem všech textů je Jáchym Topol. Nahrávku pořídil Ivan Bierhanzl. V roce 1987 kazeta vyšla v samizdatovém vydavatelství Mikoláše Chadimy Fist Records. Oficiálně vyšla v roce 1991 u vydavatelství Black Point. Jedná se o nejstarší nahrávku Psích vojáků, která zachycuje jejich nejranější tvorbu.
Všechny písně z 1979/80 Live vyšly v roce 2000 na CD Psi a vojáci, kde lze najít dalších sedm písní z tohoto koncertu.

## Seznam písní

### Strana A
1. Psí vojáci
2. Tažení kněze Jana
3. Na kosách
4. Učené hádání
5. Evropan
6. Prasopes

### Strana B
1. Cesta k věžím
2. Psi a vojáci

## Složení
- Filip Topol – piano, zpěv
- David Skála – bicí
- Jan Hazuka – baskytara
- Vít Krůta – kytara